# کریستف مارانینچی
کریستف مارانینچی (انگلیسی: Christophe Maraninchi؛ زادهٔ ۱۷ فوریهٔ ۱۹۸۳) بازیکن فوتبال اهل فرانسه است.
از باشگاه‌هایی که در آن بازی کرده‌است می‌توان به باشگاه فوتبال اوسر و باشگاه فوتبال نانت اشاره کرد.